# گمینا بتنگتسا
گمینا بتنگتسا (به لهستانی:  Gmina Bytnica) یک گمینا در لهستان است که در شهرستان کروسنو اودژانگسکیه واقع شده‌است. گمینا بتنگتسا ۲۰۸٫۷۴ کیلومتر مربع مساحت و ۲٬۶۰۵ نفر جمعیت دارد.